# Dracula, prince des ténèbres
Série
Les Maîtresses de Dracula
(1960) Dracula et les Femmes
(1968)
Pour plus de détails, voir Fiche technique et Distribution.
Dracula, prince des ténèbres (Dracula: Prince of Darkness) est un film d'horreur réalisé par Terence Fisher en 1966. C'est le troisième film sur Dracula réalisé par le studio Hammer Films. Il est précédé du film Les Maîtresses de Dracula et suivi de Dracula et les Femmes.

## Synopsis
Deux couples s'aventurent en Transylvanie. Malgré le tabou qui règne chez les autochtones, les aventuriers se retrouvent contraints de s'arrêter dans un mystérieux château. Il s'agit du château du comte Dracula, qu'on croyait disparu à jamais.

## Fiche technique
- Réalisation : Terence Fisher
- Scénario : Jimmy Sangster et Anthony Hinds
- D'après les personnages du roman de Bram Stoker
- Musique : James Bernard
- Décors : Bernard Robinson
- Costume : Rosemary Burrows
- Photo : Michael Reed
- Montage : Chris Barnes
- Producteur : Anthony Nelson Keys
- Langue : anglais
- Pays :  Royaume-Uni
- Dates de sortie : 
  -  Royaume-Uni : 9 janvier 1966
  -  France : 21 décembre 1966
- Affiche : Enzo Nistri (Italie)

## Distribution
- Christopher Lee : le comte Dracula
- Barbara Shelley  (V.F : Nadine Alari) : Helen Kent
- Andrew Keir  (V.F : Claude Bertrand) : le père Sandor
- Francis Matthews (V.F : Dominique Paturel) : Charles Kent
- Suzan Farmer (V.F : Janine Freson) : Diana Kent
- Charles Tingwell  (V.F : William Sabatier) : Alan Kent
- Thorley Walters  (V.F : Guy Pierrault) : Ludwig
- Philip Latham (V.F : Georges Riquier) : Klove
- Jack Lambert  (V.F : Louis Arbessier) : le frère Peter
- Walter Brown (V.F : Pierre Leproux) : le frère Mark
- George Woodbridge (V.F : Pierre Collet) : l'aubergiste
- Philip Ray (V.F : Henri Crémieux) : le prêtre superstitieux
- Joyce Hemson (V.F : Lita Recio) : la mère de la morte
- John Maxim (V.F : Jean Clarieux) : le cocher
- Narration : Jacques Berthier

## DVD
- France :

- Dracula, prince des ténèbres (DVD-9 Keep Case) sorti le 5 octobre 2005 édité par Metropolitan Vidéo et distribué par Seven7. Le ratio image est en 2,35:1 panoramique 16:9. L'audio est en français et anglais 2.0 mono. Les sous-titres sont en français. En suppléments : Les archives de la Hammer : les films de Dracula (25 min : VOST), filmographie de Christopher Lee. La durée du film est de 86 minutes. Il s'agit d'une édition Zone 2 Pal.